# Глубокое синее море (фильм, 1954)
«Глубокое синее море» (англ. The Deep Blue Sea) — британский фильм-драма,  экранизация одноимённой пьесы Теренса Реттигена, снятая Джулианом Эми для телеканала BBC в 1954 году.
Фильм транслировался 17 и 21 января 1954 года в рамках «Театра воскресных ночей»(BBC Sunday-Night Theatre).

## Приём фильма
Экранизация была популярна и замечена 11 миллионами человек.
Позднее Кеннет Мор снова сыграл роль Фредди Пейджа в версии 1955 года.